# Daisies of the Galaxy
Daisies of the Galaxy är musikgruppen Eels tredje inspelade album tillsammans. Albumet kom ut år 2000 och har även släppts i en mycket exklusiv och svårtåtkommen digipack. Albumet fick även släppas i en clean version där låt nummer sju, "It's a Motherfucker" fick byta namn till "It's a Monstertrucker".

## Låtlista
1. "Grace Kelly Blues" - 3:37
2. "Packing Blankets" - 2:07
3. "The Sound of Fear" - 3:33
4. "I Like Birds" - 2:35
5. "Daisies of the Galaxy" - 3:27
6. "Flyswatter" - 3:20
7. "It's a Motherfucker" - 2:14
8. "Estate Sale" - 1:36
9. "Tiger in My Tank" - 3:07
10. "A Daisy Through Concrete" - 2:26
11. "Jeannie's Diary" - 3:37
12. "Wooden Nickels" - 2:55
13. "Something Is Sacred" - 2:52
14. "Selective Memory" - 2:44
15. "Mr. E's Beautiful Blues" - 3:58